# Declaratoria de rebelde
En Guatemala, en el orden civil y mercantil, es el auto que contiene la decisión del juzgado a solicitud de parte en donde se declara a una persona o entidad jurídica rebelde. Lo cual consiste en que una vez hecha esta declaratoria, la parte del proceso que ha sido declarada rebelde, no será citada a comparecer a las demás audiencias que establezca el procedimiento.
Esta declaratoria surge después que una persona ha sido citada legalmente y por cualquier causa deja de comparecer al juicio instruido en su contra, generalmente esta declaratoria se realizará únicamente a solicitud de parte, esto quiere decir que la parte demandante al cumplirse el plazo (el cual puede variar dependiendo del juicio que se trate) conocido como emplazamiento, y si la contra parte no ha hecho pronunciamiento en contra de la demanda planteada, puede solicitar al juez que la declare rebelde con el objeto de lograr que la parte que ha sido declarada rebelde, no pueda sino retomar el proceso en el estado que se encuentre si desea comparecer en el futuro, de lo contrario podría la parte solicitante de la rebeldía, obtener una sentencia favorable por la incomparecencia de la otra.